# Nickelodeon Australia and New Zealand
Nickelodeon Australia and New Zealand är en barn-TV-kanal i Australien och Nya Zeeland. Verksamheten drivs gemensamt av Foxtel Networks och MTV Networks Australia.
Nickelodeon lanserades den 23 oktober 1995, och ersatte kanalerna Max och Classic Max. Ursprungligen delade kanalen plats med Nick at Nite som började sända klockan 20.00 på vardagar och klockan 22.00 på veckoslut, och fram till klockan 16.00. Från 1 juli 1998 tillkom en extra halvtimme på vardagar, och Nick at Nite flyttades tillbaka till 20.30. Den 2 januari år 2000 infördes "More Nick", och sändningstiden utökades till klockan 22.00 varje veckoslut. I juli-augusti 2000 upphörde Nick at Nite och Nickelodeon började sända 24 timmar om dygnet under alla veckans dagar. Eter det flyttade nästan alla at Nites program till TV1. Nickelodeon ingick från december 2002 även i tjänsten Optus Television.
Den 14 mars 2004 lanserades Nick Jr. som den första 24-timmars-TV-kanalen inriktad till barn i förskoleåldern i Australien. Före dess var Nick Jr. ett morgon- och eftermiddagsprogramblock i Nickelodeon, med serier som nu fick mer sändningstid, som Dora utforskaren och Blås gåta. Några månader efter att  Nick Jr. blev en heldygns-kanal, förekom två timmars Nick Jr. per dag. Nickelodeon och Nick Jr. började sända i bredbildsformat den 2 mars 2009.
Under Kids Choice Awards 2010 började man använda andra logotyper än i USA. Den 1 december 2010 lanserades kanalen i Nya Zeeland, som ersättare till Nickelodeon New Zealand. Den 30 juli 2013 blev Nickelodeon Australia tillgänglig via IPTV-tjänsten Foxtel Play, som en av de första.
Den 3 december 2013 blev kanalen tillgänglig via Foxtels streamingtjänst Foxtel Go. Den 22 december 2013 drabbades kanalen av tekniska problem, och i stället visades Svampbob Fyrkant. Ordinarie program återkom efter tio timmar. Den 1 januari 2014, lanserades kanalen av Internet-TV-tjänsten Fetch TV.

### Fotnoter
1. 1 2  Oliver Robin (23 oktober 1995). ”Cartoon Pump-out”. Sydney Morning Herald:  s. 2. http://newsstore.fairfax.com.au/apps/viewDocument.ac?docID=news951022_0026_3892. Läst 24 juli 2015.
2. ↑  Meza Ed, Paul Chai (2 maj  2006). ”MTV slots execs for Oz, Germany; Sibley, Michel tapped as managing directors”. Daily Variety. https://variety.com/2006/scene/markets-festivals/mtv-slots-execs-for-oz-germany-1200336770/. Läst 24 juli 2015.
3. ↑  Nickelodeon (Australia) (1998). Nick Nooze 1.
4. ↑  Denise Everton (31 december 1999). ”First-footing down memory lane”. Illawarra Mercury (Fairfax Media):  s. 43. http://newsstore.fairfax.com.au/apps/viewDocument.ac?docID=news000101_0030_4802. Läst 19 december 2009.  ”From Sunday, January 2, Nickelodeon Australia will extend viewing hours from 8.30 pm to 10 pm seven days a week, taking its total to 16 hours per day.”
5. ↑  Nick Nooze (Nickelodeon (Australia)) höst. 2000.
6. ↑  Nick Nooze (Nickelodeon (Australia)) vinter. 2000.
7. ↑  David Knox (23 mars 2010). ”Nickelodeon logo switch”. tvtonight.com.au. http://tvtonight.com.au/2010/03/nickelodeon-logo-switch.html. Läst 24 juli 2015.
8. ↑  Fel i mallen: argumentet title måste sättas. Arkiverad 25 juli 2015 hämtat från the Wayback Machine. ”Arkiverade kopian”. Arkiverad från originalet den 25 juli 2015. https://web.archive.org/web/20150725170321/http://www.mediaresearchasia.com/pressrelease.php?id=1151. Läst 24 juli 2015.
9. ↑  David Knox (30 juli 2013). ”Foxtel Play-offers first-ever internet-only subscriptions”. TV Tonight. http://www.tvtonight.com.au/2013/07/foxtel-play-offers-first-ever-internet-only-subscriptions.html. Läst 24 juli 2015.
10. ↑  David Knox (3 december 2013). ”Foxtel Go adds Nickelodeon, MTV, ESPN”. TV Tonight. http://www.tvtonight.com.au/2013/12/foxtel-go-adds-nickelodeon-mtv-espn.html. Läst 24 juli 2015.
11. ↑  ”Fetch TV”. FetchTV. 16 december 2013. https://www.facebook.com/photo.php?fbid=622856161094417&set=a.399539190092783.86603.282818268431543&type=1&theater. Läst 24 juli 2015.
12. ↑  Darren Davidson (16 december 2013). ”Fetch muscles up before a Foxtel grab”. http://www.theaustralian.com.au/media/fetch-muscles-up-before-a-foxtel-grab/story-e6frg996-1226783596644. Läst 24 juli 2015.